# 5-Kegel-Billard-Weltmeisterschaft
Die 5-Kegel-Billard-Weltmeisterschaft ist ein Turnier, das in der Karambolagevariante Kegelbillard ausgetragen wird.

## Geschichte
Die erste Weltmeisterschaft im 5-Kegel-Billard – auch 5-pins (engl.), 5 birilli oder stecca (ital.) oder 5 quillas (span.) – fand 1965 in Santa Fe, Argentinien statt. Die WM wird, mit einigen Ausnahmen, alle zwei Jahre ausgetragen. Führende Nation ist Italien mit vierzehn Titeln, gefolgt von Argentinien mit neun und Uruguay mit einem Titel. Ausgetragen wurden die Weltmeisterschaften bisher fast ausschließlich in Argentinien und Italien, dem Hauptverbreitungsgebiet dieser Disziplin, sowie je einmal in der Schweiz (1989) und in Spanien (2006).
Bis in die 1980er Jahre hinein wurde an einem Tisch mit Taschen und zwei großen und einem kleinen Ball aus Elfenbein gespielt, bevor dann 1983 auf die heute bekannte Variante des Karambolagetisches gewechselt wurde.

## Spielmodus und Statuten
Das Reglement ändert sich regelmäßig, weil es i. A. dem jeweils bevorstehenden Ereignis angepasst wird. Ziel ist es, das Turnier alle zwei Jahre stattfinden zu lassen. Zuletzt (2019) wurde mit 64 Teilnehmern von Mittwoch bis Sonntag gespielt.

### Teilnehmer
Von den 64 Teilnehmern wurden je 8 in zwei Qualifikationsrunden in Argentinien und in Italien ermittelt, die anderen 48 konnten wie folgt nominiert werden:
- 1 Titelverteidiger
- 1 Wildcard des Weltverbandes
- 1 Wildcard des organisierenden Verbandes
- 32 Entsendungen der CEB
- 11 Entsendungen der CPB
- 1 Entsendung der ACC
- 1 Entsendung der ACBC

### Gruppenphase und Finalrunde
In der Gruppenphase spielt jeder gegen jeden. Die Gruppenstärke richtet sich nach der Anzahl der Teilnehmer: Es gibt acht Gruppen zu je 8, 6 oder 4 Spielern (bei 64, 48 oder 32 Teilnehmern). Bei 32 Teilnehmern ziehen die ersten zwei, bei 48 oder 64 Teilnehmern die ersten vier jeder Gruppe in die Finalrunde ein, wo dann nach dem K.-o.-System gespielt wird. In der Gruppenphase wird auf drei Gewinnsätze (60 Punkte pro Satz) gespielt, danach auf vier.

### Gebühren
Folgende Gebühren fallen an:
- Organisierender Verband: 3600 €
- Teilnehmer: 200 €

### Preisgeld
Für jeden der 64 Teilnehmer gab es 2019 ein Preisgeld von mindestens 350 Euro (für die nach den Gruppenspielen Ausgeschiedenen) bis zu maximal 6000 Euro (für den Sieger). Insgesamt kamen 36.500 Euro Preisgeld zur Verteilung. Alle Beträge verstehen sich brutto, davon werden noch 30 % Steuern abgezogen.

## Turnierstatistik
| Nr. | Jahr | Ort                   | Weltmeister (Einzel)  |
| --- | ---- | --------------------- | --------------------- |
| 01  | 1965 | Santa Fe              | Manuel Gomez          |
| 02  | 1968 | Bell Ville            | Anselmo Berrondo      |
| 03  | 1975 | Campione d’Italia     | Domenico Acanfora     |
| 04  | 1978 | Bell Ville            | Ricardo Fantasia      |
| 05  | 1979 | Pesaro                | Attilio Sessa         |
| 06  | 1980 | Necochea              | Nestor Gomez          |
| 07  | 1982 | Loano                 | Nestor Gomez          |
| 08  | 1983 | Marcos Juárez         | Miguel Angel Borrelli |
| 09  | 1985 | Spoleto               | Giampiero Rosanna     |
| 10  | 1987 | Mailand               | Carlo Cifalá          |
| 11  | 1989 | Chiasso               | Gustavo Torregiani    |
| 12  | 1990 | Brescia               | Gustavo Torregiani    |
| 13  | 1992 | Arezzo                | Giampiero Rosanna     |
| 14  | 1993 | San Carlos de Bolívar | Fabio Cavazzana       |
| 15  | 1995 | Fiuggi                | Gustavo Zito          |
| 16  | 1998 | Ferrara               | David Martinelli      |
| 17  | 1999 | Necochea              | Gustavo Zito          |
| 18  | 2003 | Legnano               | Crocefisso Maggio     |
| 19  | 2006 | Sevilla               | Michelangelo Aniello  |
| 20  | 2008 | Sarteano              | Andrea Quarta         |
| 21  | 2009 | Villa María           | Gustavo Torregiani    |
| 22  | 2015 | Mailand               | Matteo Gualemi        |
| 23  | 2017 | Necochea              | Alejandro Martinotti  |
| 24  | 2019 | Pistoia               | Ciro Davide Rizzo     |
| 25  | 2022 | Calangianus           | Andrea Quarta         |
| 26  | 2024 | Turin                 | Andrea Ragonesi       |

Zum ersten Mal fand in der Saison 2018/2019 eine Mannschaftsweltmeisterschaft (World Championship 5-Pins National Teams) statt. Italien besiegte im Finale Uruguay, Argentinien und Deutschland teilten sich Rang 3.
| Nr. | Jahr | Ort           | Weltmeister (Mannschaft) |
| --- | ---- | ------------- | ------------------------ |
| 01  | 2019 | Lugano        | Italien                  |
| 02  | 2023 | Hall in Tirol | Italien                  |
| 03  | 2025 | Madrid        |                          |